# علام الكتاب

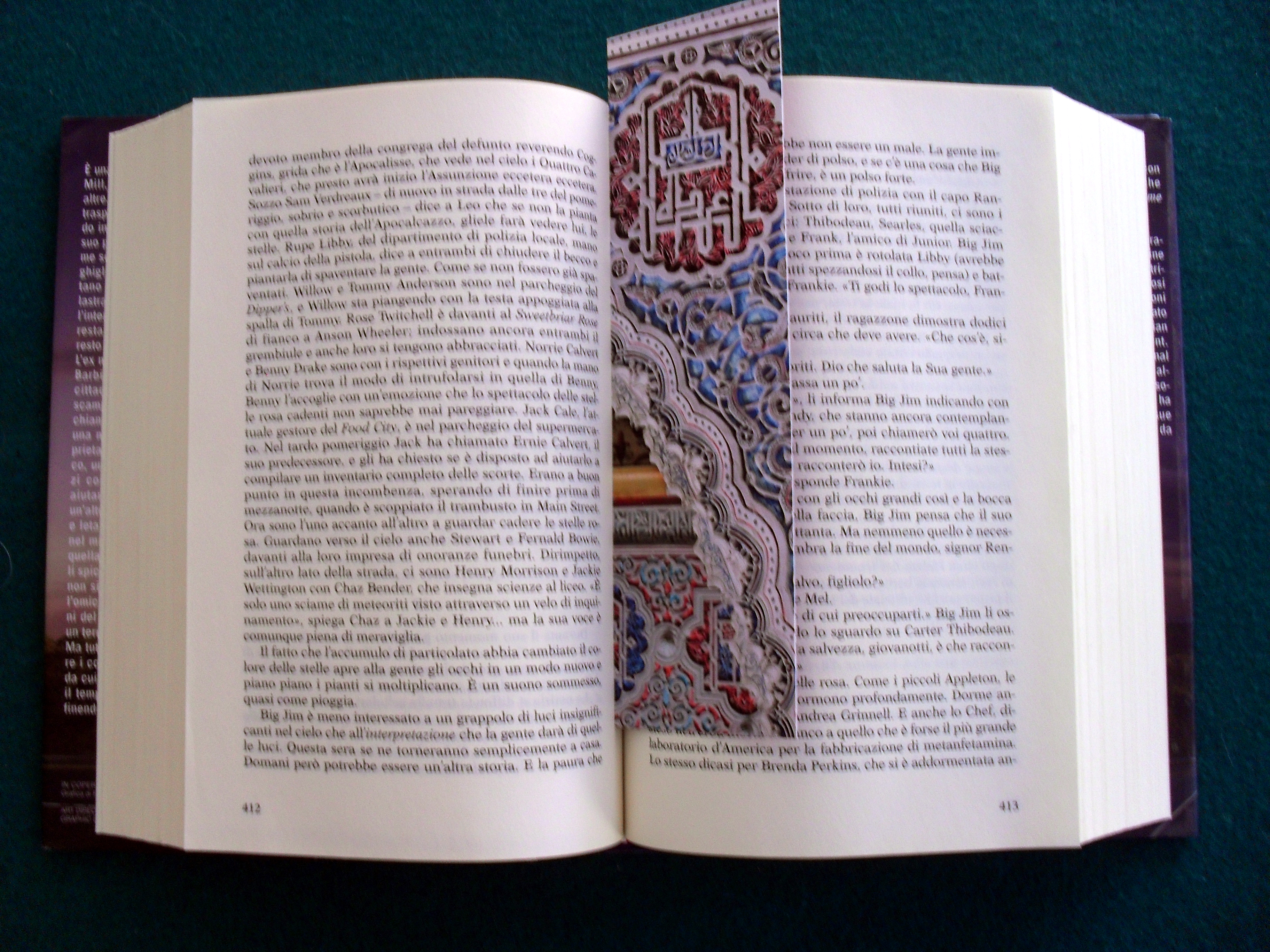
فاصل كتاب

المُؤَشِّرة أو علام الكتاب من اصطلاح مجلدي الكتب وهو شريط يعلق بأعلى كتاب للدلالة على الصفحات التي فيها العبارات التي يود معرفة مكانها. وهي علامات رقيقة من الجلد أو القماش أو ورق الكرتون، لتحدد من خلالها عند أي صفحة توقفت ولتسهل عملية الرجوع لهذه الصفحة. هذه العلامات من الممكن أن تكون من الجلد أو حتى المعدن مثل النحاس والفضة أو شرائط الحرير والخشب أو حبال.

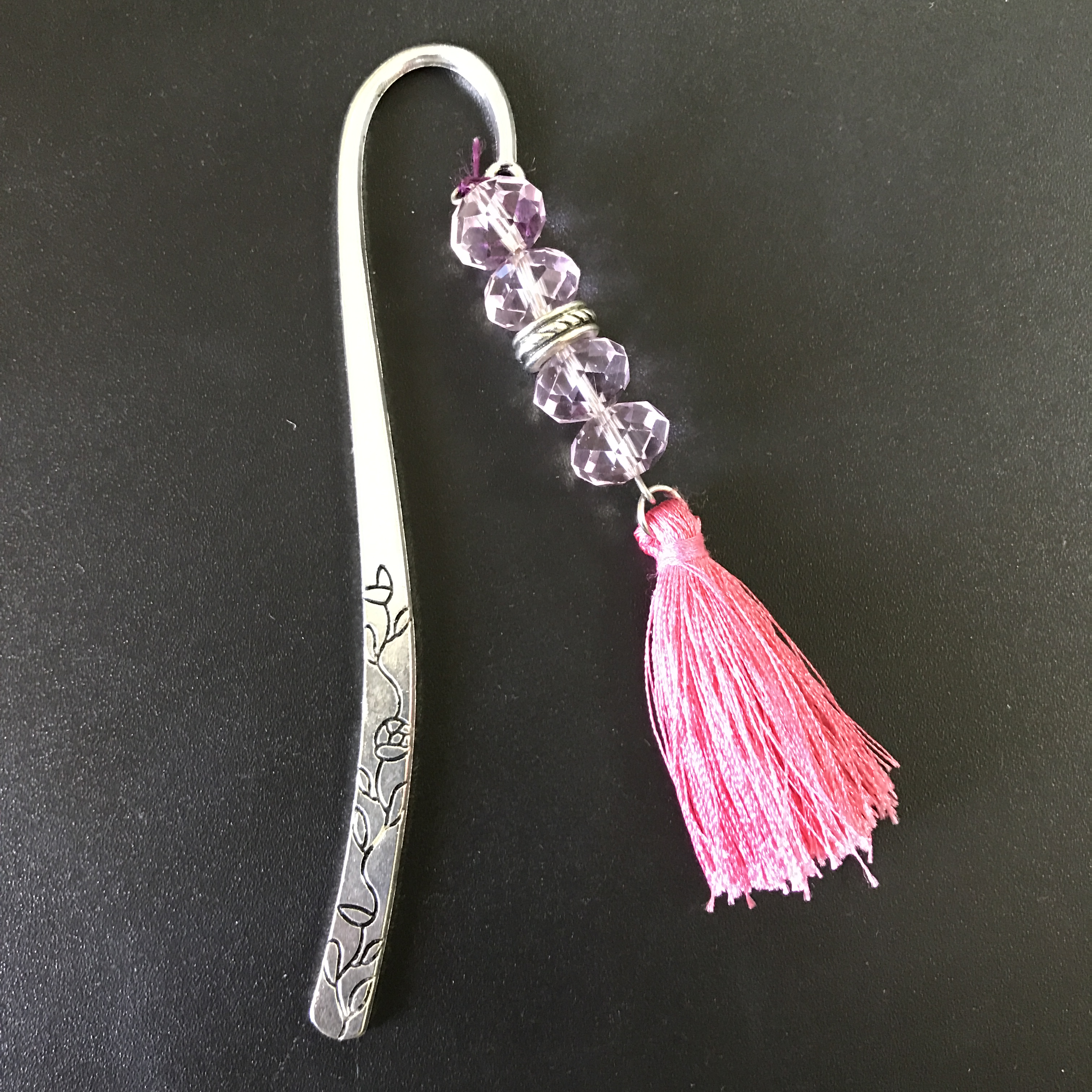
فاصل كتاب معدني

## تاريخ علامات الكتب
ظهرت علامات الكتب منذ القرون الوسطى، كانت تتكون من شريط رقيق صغير يرفق إلى حافة الورقة التي توقفت عندها، وأحيانًا تكون على شكل حبل يلصق في كعب الكتاب. وعند بداية ظهور الكتب المطبوعة كانت باهظة الثمن ونادرة فكانت تستخدم علامات الكتب بدلًا من طي الصفحة للحفاظ على الكتاب. ولعل أول من استخدم علامات الكتب في القرن السادس عشر هي إليزابيث الأولى ملكة إنجلترا.[بحاجة لمصدر]

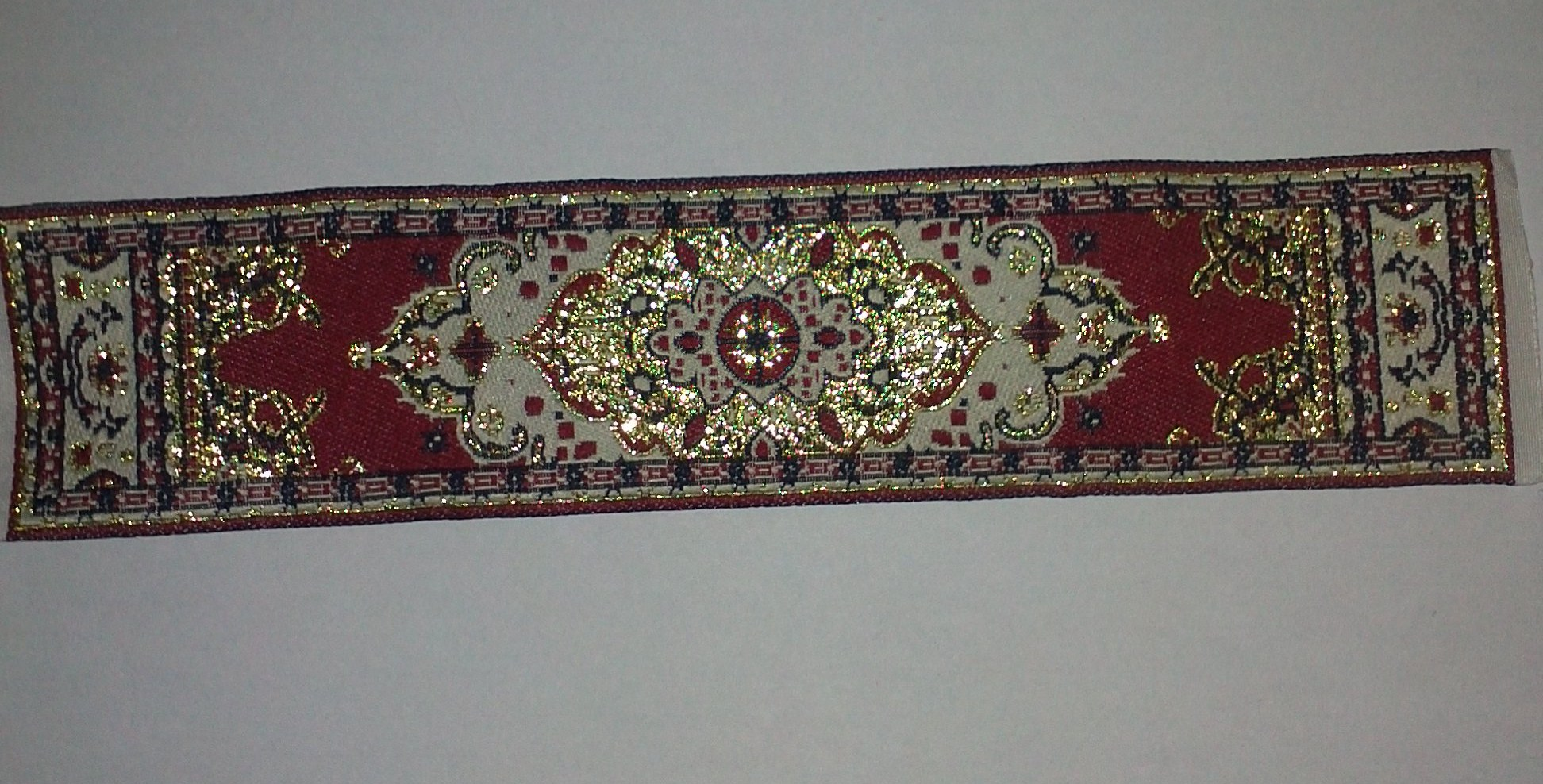
فاصل كتاب من القماش مشغول بخيوط ذهبية

أمّا الآن، ففتوفر علامات الكتب في تشكيلة هائلة من التصاميم والأشكال. فعلى سبيل المثال، جسم العلامات الآن من الورق المقوى أو الكرتون يكسوه الجلد الصناعي، أو الشرائط، أو الأقمشة، أو معدن القصدير، أو الخرز، أوالخشب، أوالبلاستيك، أو الذهب، أو الفضة، أو المعادن والأحجار الكريمة.